# Varnia implexa
Varnia implexa là một loài côn trùng trong họ Ithonidae thuộc bộ Neuroptera. Loài này được Navás miêu tả năm 1914.